# Henry Purcell
Henry Purcell (ur. prawdopodobnie 10 września 1659 w Westminster w Anglii, zm. 21 listopada 1695 w Londynie) – angielski kompozytor muzyki barokowej. 
Pełnił funkcję kompozytora na dworze królewskim, mianowanego kopisty Opactwa Westminsterskiego, a później (w roku 1682) został jednym z organistów katedry królewskiej. Uchodzi on za twórcę angielskiej muzyki narodowej, czego wyrazem może być uznanie jego opery Dydona i Eneasz za operę narodową. Wśród jego kompozycji znaleźć można liczne anthemy, ody, muzykę instrumentalną oraz sceniczną (w tym tzw. semiopery).
Purcell często porównywany jest z Mozartem. Podobnie ogromne jest ich znaczenie dla muzyki obu krajów. Purcell również był genialnym dzieckiem i zmarł młodo (w wieku 36 lat na skutek przeziębienia). Sposób traktowania przez niego materiału muzycznego był zupełnie nowatorski. Wprowadził on brytyjski świat muzyczny do epoki dojrzałego baroku bez pośrednictwa Włochów czy Francuzów. Jego muzyka wpłynęła na kompozycje Georga Friedricha Händla.
Komponował większość barokowych gatunków, w tym anthemy, psalmy i pieśni religijne.

## Znane dzieła
- Dydona i Eneasz (Dido and Aeneas) – 1689
- Te Deum and Jubilate
- Theodosius – 1680
- The Prophetess, or the History of Dioclesian – 1690
- King Arthur – 1691
- The Fairy Queen – 1692
- Music for the Funeral of Queen Mary – 1695
- The Tempest – 1695
- The Indian Queen – 1695
- 68 hymnów (anthems)
- 10 kantat
- suity klawesynowe

Uznanym kompozytorem był również jego brat – Daniel Purcell (1660–1717).

## Posłuchaj
| (audio)                                                                               | \| (info) \| \| I was glad \| \| (info) \| \| Dydona i Eneasz – Stay, Prince and hear \| \| (info) \| \| Aria Here the deities approve z ody Welcome to all the pleasures na dzień św. Cecylii \| \| Problem ze ściągnięciem pliku? Zobacz pomoc. \| |
| (info)                                                                                | |
| I was glad                                                                            | |
| (info)                                                                                | |
| Dydona i Eneasz – Stay, Prince and hear                                               | |
| (info)                                                                                | |
| Aria Here the deities approve z ody Welcome to all the pleasures na dzień św. Cecylii | |
| Problem ze ściągnięciem pliku? Zobacz pomoc.                                          | |